# Chonecoleaceae
Chonecoleaceae là một họ rêu trong bộ Jungermanniales.